# Râul Valea Coștilei
Râul Valea Coștilei este un curs de apă, afluent al râului Valea Cerbului. 
Își are originea sub platoul somital al Munților Bucegi - în zona Releului Coștila (pilonul acestuia fiind remarcat de la distante mari), mai precis în Masivul Coștila. În dreapta se află Valea Albă de care este separată prin creasta Văii Albe. În cursul superior, primește din partea  la stângă Valea Gălbenele, de care este separat de catre Creasta Coștila-Gălbenele. Are orientare generala estica. Este o vale cu caracter alpin, cu numeroase săritori, pe firul căreia se poate vedea zăpada până toamna târziu iar, uneori, de pe un an pe altul.

## Hărți
- Munții Bucegi  Arhivat în 28 mai 2008, la Wayback Machine.
- Harta Munții Bucegi
- Harta Munții Bucegi
- Harta județului Prahova